# Mathias Roriczer

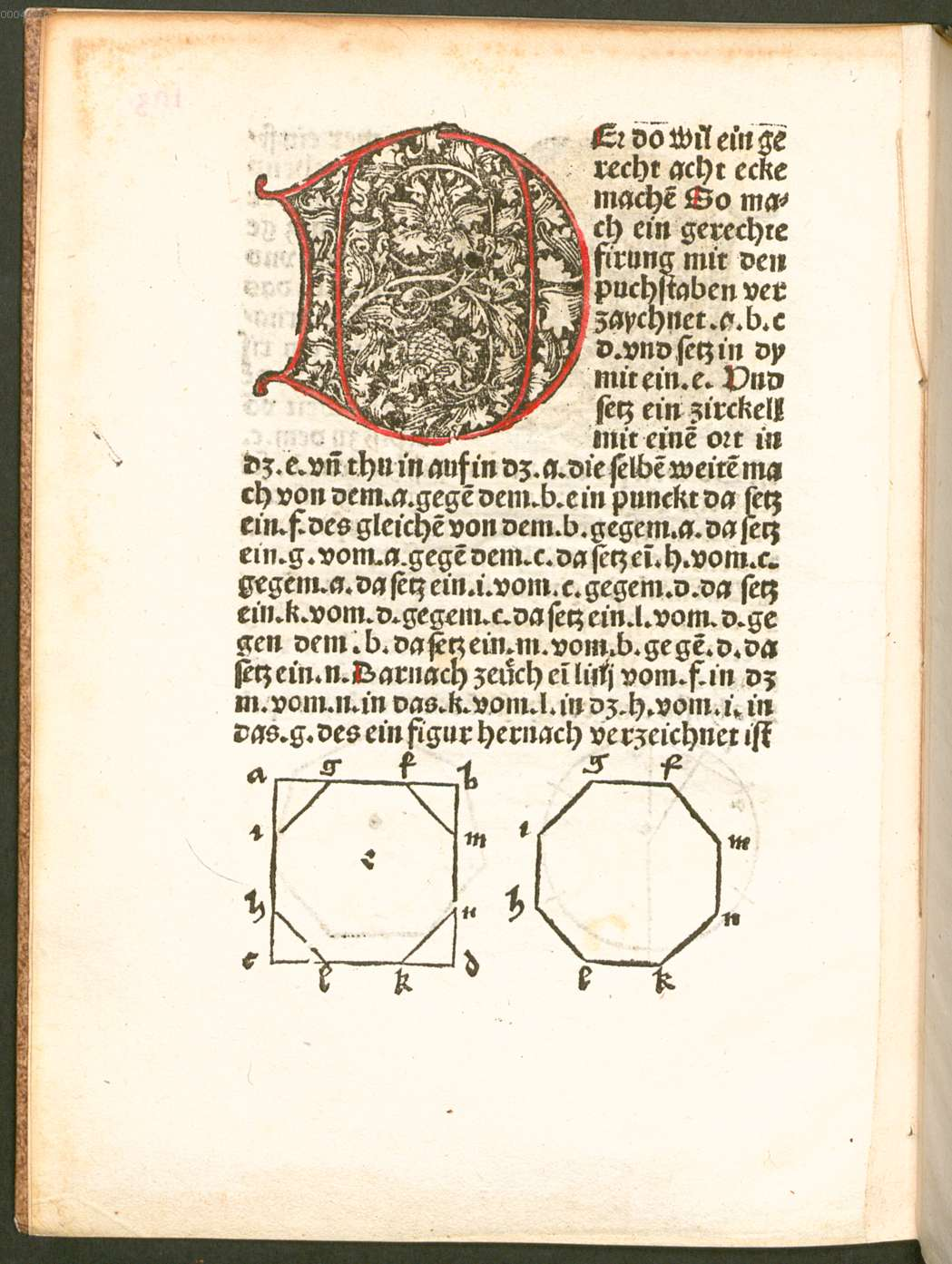
Une page de la Geometria Deutsch, l'un des traités en langue tudesque de Roriczer.

Mathias Roriczer, ou Roritzer (né vers 1430-40, vraisemblablement à Ratisbonne; † entre 1492 et 95) est un maître d’œuvre et imprimeur bavarois, pionnier de la théorie de l'architecture en langue allemande.

## Biographie
Les Roriczer étaient de longue date une famille de tailleurs de pierre : son grand-père Venceslas et son père Conrad étaient maîtres-maçons à Ratisbonne. C'est sans doute auprès de ses parents qu'il fit ses années d'apprentissage à Ratisbonne ; puis en 1462 il suit son père à Nuremberg, dont il est reçu bourgeois en 1463 ; il séjourne un certain temps chez Maître Hans Böblinger et à la cour du prince-évêque d'Eichstätt Guillaume de Reichenau, et obtient en 1476 le titre de bourgeois de Ratisbonne. Il prit la succession de son père en 1477 et exerça dans cette métropole de Bavière jusqu'à sa mort, au milieu des années 1490.
Mathias Roriczer était marié et l'on sait que sa fille Marthe a épousé à son tour en 1498 le maçon Hans Prem de Ratisbonne.
On a conservé une enluminure de Hans Holbein l'Ancien remontant aux années 1485-90, qu'une source cite comme un portrait de Mathias Roriczer.

## Ses œuvres
À Nuremberg, de 1462 à 1466, Roriczer était associé à son père Conrad pour la construction du chœur-halle de l’église Saint-Laurent de Nuremberg. Il y réalisa en 1464 la croisée d'ogives de la haute sacristie. Plusieurs indices laissent penser qu'il a joué un rôle décisif dans la conception et l'édification de la voûte plongeante du chœur intérieur, qui ne fut cependant achevée que par son successeur Jacob Grimm. Simultanément, il travaillait sous la direction de Hans Böblinger à l'église Notre-Dame d’Esslingen.
En 1476 Roriczer était de retour à Ratisbonne, où il prit la succession de son père en tant que maître d’œuvre de la cathédrale. Il a dirigé la construction du pignon ouest à épi de la cathédrale de Ratisbonne ainsi que le troisième niveau de la tour nord. En ce qui concerne les aménagements intérieurs, Roriczer s'est occupé de la construction du chancel et de celle du tabernacle. Son influence en tant que maître bâtisseur n'a été reconnue qu'au XXe siècle.
À Eichstätt, c'est très vraisemblablement lui l'auteur du chœur polygonal de la sacristie du chapitre de la cathédrale. Au mois d’octobre 1473 on l'appela à Munich pour qu'il supervise les travaux de la cathédrale Notre-Dame.
On attribue souvent à Mathias Roriczer les fortifications du château d'Ingolstadt ou la construction du château des ducs de Bavière à Burghausen ; ces affirmations ne s'appuient toutefois sur aucun témoignage et sont du reste peu vraisemblables.

## Théoricien et imprimeur
Matthäus Roritzer est l’auteur du premier traité de construction en langue allemande (haut allemand) : Büchlein der Fialen Gerechtigkeit (1486 ; « livret de la justification des clochers »), qu’il imprima lui-même. Ce manuel, traité d'architecture de l'époque de transition entre le gothique flamboyant et le début de la Renaissance, est un chaînon important dans l'histoire de la perspective. Roriczer, par son texte et ses dessins, donne le développement de volumes polyédriques simples pour arriver en conclusion au plan et à la coupe d’un clocher complet. On lui connaît deux autres traités : la Geometria Deutsch (1487-88) et un essai sur la construction d’un gable. Il existe également un certain nombre de placards et prospectus sortis de son atelier.
Sans doute ces écrits étaient-ils moins destinés aux artisans, qui connaissaient ces méthodes par leur apprentissage et loin des livres, qu'à un public cultivé, imprégné d’humanisme, dont l’intérêt s’éveillait aux thèmes architectoniques et qui pouvait y retrouver ses parallèles intellectuels avec les principes mathématiques et géométriques d’architecture du théoricien romain Vitruve.